# Tour de Murcie 2014
La 34e édition du Tour de Murcie a eu lieu le 1er mars 2014. La course fait partie du calendrier UCI Europe Tour 2014 en catégorie 1.1.
La course a été remportée par l'Espagnol Alejandro Valverde (Movistar) trois secondes devant le Portugais Tiago Machado (NetApp-Endura) et l'Italien Davide Rebellin (CCC Polsat Polkowice),,,,.
Le Polonais Tomasz Marczyński (CCC Polsat Polkowice) termine meilleur grimpeur de l'épreuve alors que le Français Jérôme Coppel (Cofidis) s'impose au classement des sprints intermédiaires (Metas volantes)

## Présentation

### Équipes
Classé en catégorie 1.1 de l'UCI Europe Tour, le Tour de Murcie est par conséquent ouvert aux UCI ProTeams dans la limite de 50 % des équipes participantes, aux équipes continentales professionnelles, aux équipes continentales et aux équipes nationales.
13 équipes participent à ce Tour de Murcie - 1 ProTeam, 4 équipes continentales professionnelles, 7 équipes continentales et 1 équipe nationale :
| Nom de l'équipe | Pays    | Code |
| --------------- | ------- | ---- |
| Movistar        | Espagne | MOV  |

| Nom de l'équipe            | Pays    | Code |
| -------------------------- | ------- | ---- |
| Équipe nationale d'Espagne | Espagne | ESP  |

| Nom de l'équipe        | Pays      | Code |
| ---------------------- | --------- | ---- |
| Caja Rural-Seguros RGA | Espagne   | CJR  |
| CCC Polsat Polkowice   | Pologne   | CCC  |
| Cofidis                | France    | COF  |
| NetApp-Endura          | Allemagne | TNE  |

| Nom de l'équipe          | Pays     | Code |
| ------------------------ | -------- | ---- |
| ActiveJet                | Pologne  | AJT  |
| Burgos-BH                | Espagne  | BUR  |
| Ecuador                  | Équateur | ECU  |
| Efapel-Glassdrive        | Portugal | EFG  |
| Euskadi                  | Espagne  | EUK  |
| Keith Mobel-Partizan     | Serbie   | KMP  |
| Louletano-Dunas Douradas | Portugal | LDD  |

### Favoris
Vainqueur du Tour d'Andalousie la semaine précédente, l'Espagnol Alejandro Valverde (Movistar) fait figure de grand favori,.

## Classement final
|    | Coureur            | Pays     | Équipe                 |    | Temps           |
| -- | ------------------ | -------- | ---------------------- | -- | --------------- |
| 1  | Alejandro Valverde | Espagne  | Movistar               | en | 5 h 06 min 53 s |
| 2  | Tiago Machado      | Portugal | NetApp-Endura          | +  | 3 s             |
| 3  | Davide Rebellin    | Italie   | CCC Polsat Polkowice   |    | 3 s             |
| 4  | Luis Ángel Maté    | Espagne  | Cofidis                |    | 5 s             |
| 5  | José Joaquín Rojas | Espagne  | Movistar               |    | 7 s             |
| 6  | José Mendes        | Portugal | NetApp-Endura          |    | 9 s             |
| 7  | David Arroyo       | Espagne  | Caja Rural-Seguros RGA |    | 9 s             |
| 8  | Miguel Mínguez     | Espagne  | Euskadi                |    | 9 s             |
| 9  | Daniel Navarro     | Espagne  | Cofidis                |    | 14 s            |
| 10 | Pablo Lechuga      | Espagne  | Euskadi                |    | 17 s            |

## Liste des participants
- Liste de départ complète

| Légende | Légende                                                                    | Légende | Légende                                                    |
| ------- | -------------------------------------------------------------------------- | ------- | ---------------------------------------------------------- |
| Num     | Dossard de départ porté par le coureur sur ce Tour de Murcie               | Pos     | Position à l'arrivée de la course                          |
|         | Indique un maillot de champion national ou mondial, suivi de sa spécialité | NP      | Indique un coureur qui n'a pas pris le départ de la course |
| AB      | Indique un coureur qui n'a pas terminé la course                           | HD      | Indique un coureur qui a terminé la course hors des délais |

| Cofidis COF | Cofidis COF              | Cofidis COF |
| ----------- | ------------------------ | ----------- |
| Num         | Coureur                  | Pos         |
| 1           | Daniel Navarro (ESP)     | 10e         |
| 2           | Jérôme Coppel (FRA)      | 27e         |
| 3           | Yoann Bagot (FRA)        | 14e         |
| 4           | Romain Hardy (FRA)       | 89e         |
| 5           | Christophe Laporte (FRA) | AB          |
| 6           | Luis Ángel Maté (ESP)    | 4e          |
| 7           | Stéphane Poulhiès (FRA)  | AB          |
| 8           | Edwig Cammaerts (BEL)    | 76e         |

| NetApp-Endura TNE | NetApp-Endura TNE      | NetApp-Endura TNE |
| ----------------- | ---------------------- | ----------------- |
| Num               | Coureur                | Pos               |
| 11                | Cesare Benedetti (ITA) | 82e               |
| 12                | Sam Bennett (IRL)      | AB                |
| 13                | Iker Camaño (ESP)      | 15e               |
| 14                |                        |                   |
| 15                | Tiago Machado (POR)    | 2e                |
| 16                | José Mendes (POR)      | 7e                |
| 17                | František Padour (CZE) | 48e               |
| 18                | Erick Rowsell (GBR)    | 25e               |

| CCC Polsat Polkowice CCC | CCC Polsat Polkowice CCC  | CCC Polsat Polkowice CCC |
| ------------------------ | ------------------------- | ------------------------ |
| Num                      | Coureur                   | Pos                      |
| 20                       | Davide Rebellin (ITA)     | 3e                       |
| 21                       | Łukasz Owsian (POL)       | 24e                      |
| 22                       | Marek Rutkiewicz (POL)    | 47e                      |
| 23                       | Bartłomiej Matysiak (POL) | AB                       |
| 24                       | Mateusz Nowak (POL)       | 49e                      |
| 25                       | Tomasz Marczyński (POL)   | 32e                      |
| 26                       | Josef Černý (CZE)         | 71e                      |
| 27                       | Branislau Samoilau (BLR)  | 29e                      |
| 28                       | Adrian Honkisz (POL)      | 31e                      |
| 29                       | Grzegorz Stępniak (POL)   | AB                       |

| Caja Rural-Seguros RGA CJR | Caja Rural-Seguros RGA CJR    | Caja Rural-Seguros RGA CJR |
| -------------------------- | ----------------------------- | -------------------------- |
| Num                        | Coureur                       | Pos                        |
| 30                         | Luis León Sánchez (ESP)       | 34e                        |
| 31                         | Rubén Fernández Andújar (ESP) | 6e                         |
| 32                         | Antonio Molina (ESP)          | 72e                        |
| 33                         | Antonio Piedra (ESP)          | 26e                        |
| 34                         |                               |                            |
| 35                         |                               |                            |
| 36                         | David Arroyo (ESP)            | 8e                         |
| 37                         | Lluís Mas (ESP)               | 93e                        |
| 38                         | Davide Viganò (ITA)           | AB                         |
| 39                         | Ramón Domene (ESP)            | 92e                        |

| ActiveJet AJT | ActiveJet AJT              | ActiveJet AJT |
| ------------- | -------------------------- | ------------- |
| Num           | Coureur                    | Pos           |
| 40            | Mario González Salas (ESP) | 37e           |
| 41            | Jesús Ezquerra (ESP)       | AB            |
| 42            | Paweł Franczak (POL)       | 19e           |
| 43            | Paweł Brylowski (POL)      | 79e           |
| 44            | Łukasz Bodnar (POL)        | AB            |
| 45            | Emanuel Piaskowy (POL)     | 52e           |
| 46            | Michał Podlaski (POL)      | 50e           |
| 47            | Sławomir Chrzanowski (POL) | AB            |
| 48            | Tomasz Mickiewicz (POL)    | 77e           |
| 49            | Konrad Dąbkowski (POL)     | AB            |

| Movistar MOV | Movistar MOV                | Movistar MOV |
| ------------ | --------------------------- | ------------ |
| Num          | Coureur                     | Pos          |
| 50           | Nairo Quintana (COL)        | 23e          |
| 51           | Alejandro Valverde (ESP)    | 1er          |
| 52           | Enrique Sanz (ESP)          | 87e          |
| 53           | José Joaquín Rojas (ESP)    | 5e           |
| 54           | Rubén Plaza (ESP)           | 30e          |
| 55           | Pablo Lastras (ESP)         | AB           |
| 56           | Jesús Herrada (ESP) (Route) | 85e          |
| 57           | José Herrada (ESP)          | 33e          |
| 58           | Javier Moreno (ESP)         | 35e          |
| 59           | Dayer Quintana (COL)        | AB           |

| Burgos-BH BUR | Burgos-BH BUR           | Burgos-BH BUR |
| ------------- | ----------------------- | ------------- |
| Num           | Coureur                 | Pos           |
| 61            | Igor Merino (ESP)       | 20e           |
| 62            | Diego León Cuervo (ESP) | 75e           |
| 63            | Ibai Salas (ESP)        | 46e           |
| 64            | Víctor Martín (ESP)     | 13e           |
| 65            | Ander Arranz (ESP)      | AB            |
| 66            | Unai Arranz (ESP)       | AB            |
| 67            | Federico Butto (ITA)    | AB            |
| 68            |                         |               |

| Équipe nationale d'Espagne ESP | Équipe nationale d'Espagne ESP | Équipe nationale d'Espagne ESP |
| ------------------------------ | ------------------------------ | ------------------------------ |
| Num                            | Coureur                        | Pos                            |
| 71                             | Miguel Ángel Benito (ESP)      | 91e                            |
| 72                             | Álvaro Cuadros (ESP)           | 86e                            |
| 73                             | Imanol Estévez (ESP)           | AB                             |
| 74                             | Salvador Guardiola (ESP)       | 62e                            |
| 75                             | Martín Lestido (ESP)           | 45e                            |
| 76                             | Sergio Mantecón (ESP)          | 90e                            |
| 77                             | Álvaro Martínez (ESP)          | 44e                            |
| 78                             | Samuel Nicolás (ESP)           | 36e                            |
| 79                             | Antonio Jesús Soto (ESP)       | 80e                            |

| Keith Mobel-Partizan KMP | Keith Mobel-Partizan KMP          | Keith Mobel-Partizan KMP |
| ------------------------ | --------------------------------- | ------------------------ |
| Num                      | Coureur                           | Pos                      |
| 81                       | Javier Chacón (ESP)               | AB                       |
| 82                       | Andrés Vigil (ESP)                | 41e                      |
| 83                       | Esteban Plaza (ESP)               | 51e                      |
| 84                       | Marcos Jurado (ESP)               | 83e                      |
| 85                       | Juan Carlos Ramírez Navarro (ESP) | AB                       |
| 86                       | Manuel Sola (ESP)                 | AB                       |
| 87                       | Andreas Keuser (GER)              | 64e                      |
| 88                       |                                   |                          |

| Euskadi EUK | Euskadi EUK              | Euskadi EUK |
| ----------- | ------------------------ | ----------- |
| Num         | Coureur                  | Pos         |
| 90          | Víctor Etxeberria (ESP)  | 58e         |
| 91          | Jon Aberasturi (ESP)     | 94e         |
| 92          | Mikel Aristi (ESP)       | 70e         |
| 93          | Carlos Barbero (ESP)     | 28e         |
| 94          | Mikel Iturria (ESP)      | 40e         |
| 95          | Pablo Lechuga (ESP)      | 11e         |
| 96          | Miguel Mínguez (ESP)     | 9e          |
| 97          | Haritz Orbe (ESP)        | 88e         |
| 98          | Beñat Txoperena (ESP)    | 42e         |
| 99          | Illart Zuazubiskar (ESP) | AB          |

| Louletano-Dunas Douradas LDD | Louletano-Dunas Douradas LDD   | Louletano-Dunas Douradas LDD |
| ---------------------------- | ------------------------------ | ---------------------------- |
| Num                          | Coureur                        | Pos                          |
| 100                          | Raúl Alarcón (ESP)             | 61e                          |
| 101                          | Eugeniu Cozonac (MDA)          | 73e                          |
| 102                          | Micael Isidoro (POR)           | 54e                          |
| 103                          | Vicente García de Mateos (ESP) | 18e                          |
| 104                          | Jorge Martín Montenegro (ARG)  | 17e                          |
| 105                          | Francisco Moreno (ESP)         | 78e                          |
| 106                          | Raúl García de Mateos (ESP)    | 63e                          |
| 107                          | Sandro Pinto (POR)             | 84e                          |
| 108                          |                                |                              |
| 109                          | Rui Vinhas (POR)               | 57e                          |

| Ecuador ECU | Ecuador ECU               | Ecuador ECU |
| ----------- | ------------------------- | ----------- |
| Num         | Coureur                   | Pos         |
| 110         | Isaac Carbonell (ESP)     | 95e         |
| 111         | Higinio Fernández (ESP)   | 53e         |
| 112         | Byron Guamá (ECU)         | 38e         |
| 113         | Pablo Hidalgo (ECU)       | 81e         |
| 114         | Segundo Navarrete (ECU)   | 59e         |
| 115         | José Ragonessi (ECU)      | 68e         |
| 116         | Sebastián Rodríguez (ECU) | 74e         |
| 117         | Jaume Rovira (ESP)        | 69e         |
| 118         | Jordi Simón (ESP)         | 55e         |
| 119         | Henry Velasco (ECU)       | 65e         |

| Efapel-Glassdrive EFG | Efapel-Glassdrive EFG       | Efapel-Glassdrive EFG |
| --------------------- | --------------------------- | --------------------- |
| Num                   | Coureur                     | Pos                   |
| 120                   | Garikoitz Bravo (ESP)       | 22e                   |
| 121                   | Filipe Cardoso (POR)        | 56e                   |
| 122                   | Víctor de la Parte (ESP)    | 21e                   |
| 123                   | Ricardo Mestre (POR)        | 66e                   |
| 124                   | Bruno Silva (POR)           | 16e                   |
| 125                   | Diego Rubio Hernández (ESP) | 43e                   |
| 126                   | Hélder Ferreira (POR)       | 67e                   |
| 127                   | Carlos Oyarzún (CHI)        | 60e                   |
| 128                   | Rafael Silva (POR)          | 39e                   |
| 129                   | Sérgio Sousa (POR)          | 12e                   |